# Cratichneumon ferrugops
Cratichneumon ferrugops är en stekelart som beskrevs av Heinrich 1961. Cratichneumon ferrugops ingår i släktet Cratichneumon och familjen brokparasitsteklar. Inga underarter finns listade i Catalogue of Life.